# Gijzeling (misdrijf)

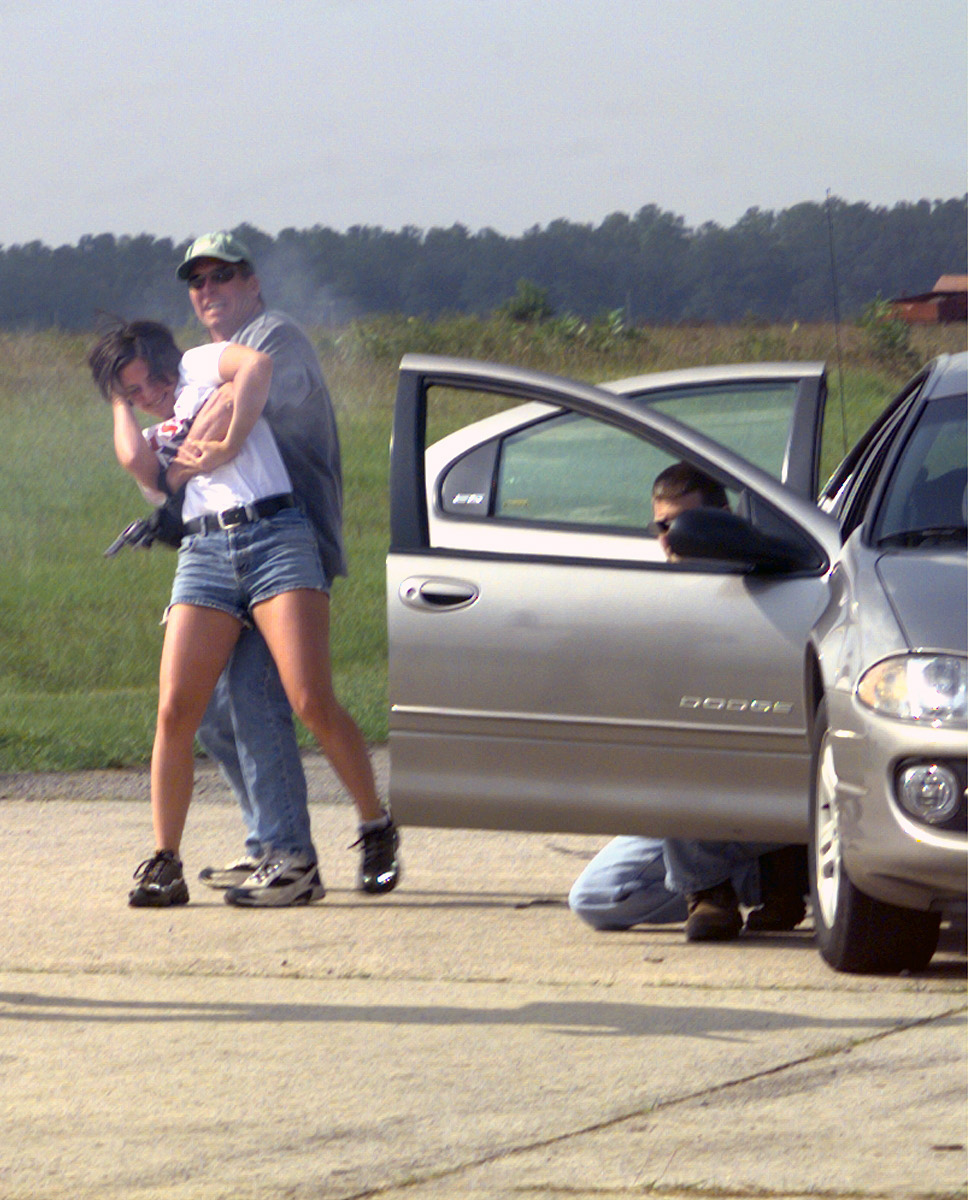
Een oefening met gijzeling.

Een gijzeling is wederrechtelijke vrijheidsberoving van een persoon (de gijzelaar of gegijzelde), waarbij deze bedreigd wordt met het doel iets van derden gedaan te krijgen.
Gijzeling als misdrijf moet worden onderscheiden van civiele gijzeling en van gijzeling als gerechtelijke dwangmaatregel.

## Motieven van gijzelingen
De oorzaak of het doel van een gijzeling kan variëren, de politie onderscheidt de volgende soorten gijzelingen:
- Gijzelingen met een psychologische achtergrond. Men doelt hiermee op de psychologische achtergrond van de gijzelnemer. Deze raakt dermate gefrustreerd of wanhopig ergens over, dat hij iemand gijzelt.
- Criminele gijzelingen. De gijzeling dient als hulpmiddel bij het plegen van een misdaad, of als hulpmiddel om na het plegen een misdrijf te ontsnappen, of als hulpmiddel voor een gedetineerde om te ontsnappen. Een voorbeeld van het eerste is een bankovervaller die betrapt wordt en het personeel gegijzeld houdt, of een gijzeling waarbij losgeld wordt geëist van een (vermogende) familie.
- Politieke gijzelingen. Hierbij dient de gijzeling als hulpmiddel om een politiek doel te bereiken. Een bekend voorbeeld is de gijzeling in het Doebrovkatheater in Moskou, waarbij de Tsjetsjeense gijzelnemers terugtrekking van de Russische troepen uit hun land eisten. Een politieke gijzeling wordt beschouwd als een vorm van terrorisme.

Gijzeling geldt over het algemeen als een uiterst riskante actie, ongeacht het motief. De gijzelnemer komt meestal terecht in een uitzichtloze situatie waarin hij met zijn gijzelaars wordt belegerd. Zo niet, dan zal alles worden gedaan om hem op te sporen. Eventuele sympathie bij het publiek wordt meestal verspeeld omdat de meeste mensen een dergelijke gewelddadige actie, waarbij bovendien onschuldigen de dupe worden, afkeuren. Politie en antiterreureenheden zullen daarbij niet aarzelen de gijzelnemer(s) te doden indien zich de kans voordoet, bijvoorbeeld door middel van een sluip- of scherpschutter. Of het doel door middel van gijzeling kan worden afgedwongen is twijfelachtig: meestal weigert men zelfs maar met gijzelnemers te onderhandelen. Wanneer dit gebeurt kan een gijzelnemer besluiten de gijzelaar(s) te doden, maar hiermee verslechtert hij wel zijn eigen positie: hij raakt zijn machtsmiddel kwijt en verspeelt (nog meer) sympathie. En zelfs wanneer de eisen ingewilligd worden zal er een moment komen dat men de gijzelaars moet laten gaan: een gouden kans om de beloften terug te draaien en de gijzelnemer(s) alsnog te arresteren of te doden.

## Geschiedenis
Eeuwen geleden was het gebruikelijk om de kinderen van leiders van een vazalstaat te gijzelen om zo een verzekering te hebben dat de vazallen niet in opstand zouden komen. Zij werden doorgaans vorstelijk behandeld en kregen de beste opleidingen en woonruimte die maar te krijgen was. Desalniettemin stonden ze onder toezicht en werden ze zonder pardon gedood wanneer hun ouders in opstand kwamen of anderszins ongehoorzaam waren. In de 1e eeuw v.Chr. woonden vele buitenlandse prinsen in Rome om deze reden. Ook in het Verre Oosten was dit gebruik bekend, zoals blijkt uit de geschiedenis van prins Naresuan van Siam.
Gijzeling was eveneens onderdeel van oorlogvoering. In de Frans-Pruisische Oorlog kwam het veelvuldig voor dat de Duitsers na overgave van een stad de burgemeester en eventueel een aantal lokale magistraten gijzelden. Op deze manier werd gehoorzaamheid afgedwongen van de bevolking, tot er genoeg troepen beschikbaar waren om de stad daadwerkelijk te bezetten. Soms werd op deze wijze voedsel van de bevolking afgeperst. Ook werden gijzelaars weleens meegenomen met belangrijke treintransporten door bezet gebied, zodat eventuele sabotages of overvallen tevens zouden resulteren in de dood van de gegijzelden. De Duitsers rechtvaardigden hun acties met het verweer dat men zo de troepen beschermde tegen vijandigheden van niet-militairen. Naar internationaal recht is gijzeling niet rechtmatig, en een oorlogsmisdaad.

## Gijzeling als misdrijf

### Wettelijke situatie in België
Het Belgische Strafwetboek (artikel 347bis) definieert gijzeling als:
de aanhouding, de gevangenhouding of de ontvoering van personen om deze borg te doen staan voor de voldoening aan een bevel of een voorwaarde, onder meer om een misdaad of een misdrijf voor te bereiden of te vergemakkelijken, de vlucht, ontvluchting van de daders van een misdaad of een wanbedrijf of hun medeplichtigen in de hand te werken, hun vrijlating te bekomen of ze hun straf te doen ontgaan.— Art. 347bis, §1 Sw.
De gegijzelde staat borg voor de voldoening aan een bevel of voorwaarde, die noodzakelijkerwijze aan een derde is gericht. Indien het bevel of voorwaarde gericht is aan de gegijzelde zelf verandert de kwalificatie al naargelang het geval naar afpersing met geweld of wederrechtelijke vrijheidsberoving.
Gijzeling wordt gestraft met een gevangenisstraf van 20 tot 30 jaar. In een welbepaald geval is er sprake van strafverlaging (indien de gijzelaars binnen de vijf dagen worden vrijgelaten). De straf kan ten slotte in sommige gevallen worden verzwaard (gijzelaar is minderjarig, gebruik van foltering,...).
Een specifieke variant van de gijzeling is de tigerkidnapping. Deze laatste wordt op zich niet omschreven in het Strafwetboek, maar valt gewoon onder de inbreuk gijzeling.

## Gijzeling en oorlog
Gijzelingen zijn eveneens al eeuwen onderdeel van de oorlogsvoering. Tijdens de Duitse bezetting van Nederland in de Tweede Wereldoorlog werden in het kamp Sint-Michielsgestel 197 prominente Nederlandse politici gegijzeld, van wie een aantal als represaille tegen verzetsdaden werd geëxecuteerd. Op 17 september 1944 werden de overlevende gijzelaars bevrijd. 
Tegenwoordig worden gijzelingen als een misdrijf of daad van terrorisme gezien. Na de oorlog in Irak (2003) werden door Irakezen verschillende militairen en burgers uit 'bezettende' landen gegijzeld. Vervolgens werd een terugtrekking van de troepen van dat land geëist. In juli 2004 waren de Filipijnen het eerste land dat aan de eisen van gijzelnemers voldeed, toen een Filipijnse vrachtwagenchauffeur in gijzeling was genomen.

## Bekende gijzeldrama's

### Criminele gijzelingen
| Gebeurtenis                       | Plaats             | Begin            | Duur    |
| --------------------------------- | ------------------ | ---------------- | ------- |
| Gijzeling in Enspijk              | Enspijk            | 29 januari 1973  | 2 dagen |
| Norrmalmstorg-overval             | Stockholm (Zweden) | 23 augustus 1973 | 5 dagen |
| Gijzeling Scheveningse gevangenis | Scheveningen       | 26 oktober 1974  | 106 uur |
| Gijzeling Apple Store Amsterdam   | Amsterdam          | 22 februari 2022 | 6 uur   |

### Politieke gijzelingsacties
| Gebeurtenis | Plaats                                   | Begin             | Duur        |
| --- | ---------------------------------------- | ----------------- | ----------- |
| Bloedbad van München tijdens de Olympische Spelen                                                                  | München en Fürstenfeldbruck (Duitsland)) | 4 september 1972  | enkele uren |
| Gijzeling Franse ambassade Den Haag                                                                                | Den Haag                                 | 13 september 1974 | 5 dagen     |
| Treinkaping bij Wijster                                                                                            | Wijster (Nederland, Drenthe)             | 2 december 1975   | 12 dagen    |
| OPEC-gijzeling | Wenen (Oostenrijk)                       | 21 december 1975  | 10 dagen    |
| Gijzeling lagere school in Bovensmilde                                                                             | Smilde (Nederland, Drenthe)              | 23 mei 1977       | 20 dagen    |
| Treinkaping bij De Punt                                                                                            | De Punt (Nederland, Drenthe)             | 23 mei 1977       | 20 dagen    |
| Gijzeling provinciehuis Assen                                                                                      | Assen (Nederland, Drenthe)               | 13 maart 1978     | 28,5 uur    |
| Gijzeling VS-ambassade Iran                                                                                        | Teheran (Iran)                           | 4 november 1979   | 444 dagen   |
| Kaping van de Achille Lauro                                                                                        | van Alexandrië naar Port Said (Egypte)   | 7 oktober 1985    | 2 dagen     |
| Gijzeling van UNPROFOR-militairen, waaronder drie Nederlanders, door Bosnische Serviërs n.a.v. NAVO-bombardementen | Pale (Bosnië)                            | 26 mei 1995       | 30 dagen    |
| Gijzeling in het Dubrovkatheater                                                                                   | Moskou (Rusland)                         | 23 oktober 2002   | 2,5 dagen   |
| Gijzeling in Beslan                                                                                                | Beslan (Rusland)                         | 1 september 2004  | 2 dagen     |

## Films over gijzelingen
- Dog Day Afternoon (VS, 1975)
- Die Hard (VS, 1988)
- Ransom (VS, 1996)
- The Negotiator (VS, 1998)
- Phone Booth (VS, 2002)
- John Q (VS, 2002)
- Off Screen (NL, 2002)
- Hostage (VS, 2005)
- Munich (VS, 2005)
- Argo (VS, 2012)
- iHostage (NL, 2025)